# Đại học Malaya
Đại học Malaya (tiếng Malaysia: Universiti Malaya), hoặc được gọi tắt là UM, là đại học ra đời sớm nhất tại Malaysia, tây nam Kuala Lumpur. Trường này được xem là trường đại học số một ở Malaysia. Nhiều nhân vật nổi tiếng người Malaysia là cựu sinh viên trường này.

## Lịch sử
Đại học Malaya được thành lập vào ngày 28 tháng 9 năm 1905 tại Singapore với tên gọi là Cao đẳng Y khoa King Edward VII và vào ngày 8 tháng 10 năm 1949, trường trở thành Universiti Malaya sau khi sáp nhập Cao đẳng Y khoa King Edward VII và Cao đẳng Raffles (thành lập năm 1928).
Trường Universiti Malaya có tên bắt nguồn từ thuật ngữ 'Malaya', khi đó là tên gọi của đất nước này. Ủy ban Carr-Saunders về Giáo dục Đại học tại Malaya, đơn vị đã khuyến nghị thành lập trường đại học, đã lưu ý trong Báo cáo năm 1948 rằng: "Trường Universiti Malaya sẽ lần đầu tiên cung cấp một trung tâm chung, nơi các chủng tộc, tôn giáo và lợi ích kinh tế khác nhau có thể hòa nhập vào nỗ lực chung... Vì vậy, Universiti Malaya chắc chắn phải nhận ra rằng đây là trường đại học dành cho người Malaya".
Sự phát triển của trường rất nhanh trong thập kỷ đầu tiên thành lập và điều này dẫn đến việc thành lập hai Phân khoa tự trị vào ngày 15 tháng 1 năm 1959, một phân khoa đặt tại Singapore và một phân khoa khác đặt tại Kuala Lumpur. Năm 1960, chính quyền của hai vùng lãnh thổ này đã bày tỏ mong muốn thay đổi vị thế của các Phân khoa thành một trường đại học quốc gia. Luật được thông qua vào năm 1961 và Universiti Malaya được thành lập vào ngày 1 tháng 1 năm 1962.
Vào ngày 16 tháng 6 năm 1962, Universiti Malaya đã tổ chức lễ nhậm chức của Hiệu trưởng đầu tiên, Tunku Abdul Rahman Putra Al-Haj, người cũng là thủ tướng đầu tiên của đất nước. Phó hiệu trưởng đầu tiên là Giáo sư Oppenheim, một nhà toán học nổi tiếng thế giới.
Hiện tại, Hoàng thân của Perak Darul Ridzuan, Sultan Nazrin Muizzuddin Shah là Hiệu trưởng của UM.

## Xếp hạng nội địa và toàn cầu
Đại học Malaya đã củng cố vị thế là trường đại học hàng đầu Malaysia trong Bảng xếp hạng Đại học Thế giới theo Ngành học của Times Higher Education (THE) mới nhất, tạo nên lịch sử khi lần đầu tiên đưa ngành Luật vào bảng xếp hạng toàn cầu 151–175.
Trong một tuyên bố, UM cho biết 8 trong số 11 danh mục ngành học của trường đạt thứ hạng cao nhất cả nước, bao gồm Kinh doanh và Kinh tế, Y học và Sức khỏe, Khoa học Máy tính, Giáo dục, Kỹ thuật, Khoa học Sự sống, Tâm lý học và Khoa học Xã hội.
"Thành tích của trường trong các lĩnh vực này, cùng với những cải thiện trong bảng xếp hạng toàn cầu của trường trên năm lĩnh vực, phản ánh sự cống hiến liên tục của UM cho sự xuất sắc trong học thuật, nghiên cứu có tác động và giáo dục thúc đẩy sự thay đổi có ý nghĩa", tuyên bố cho biết.
Phó hiệu trưởng của UM, Giáo sư Datuk Seri Tiến sĩ Noor Azuan Abu Osman bày tỏ niềm tự hào về những thành tựu của trường, đặc biệt là trong lĩnh vực Luật, đồng thời nhấn mạnh cam kết của UM đối với chất lượng đẳng cấp thế giới và các tiêu chuẩn học thuật.
UM đã vươn lên vị trí thứ 60 trong Bảng xếp hạng Đại học Thế giới Quacquarelli Symonds (QS) năm 2025, lọt vào top 100 trường đại học trên toàn cầu.
Năm 2023, UM xếp hạng thứ 65, với những cải thiện đáng kể nhờ các chỉ số về kết quả công việc và tỷ lệ giảng viên trên sinh viên quốc tế cao hơn .

## Cựu sinh viên nổi tiếng
| Họ tên        | Chức vụ cao nhất   | Giai đoạn giữ chức vụ        | Tốt nghiệp ngành         | Ghi chú |
| ------------- | ------------------ | ---------------------------- | ------------------------ | ------- |
| Anwar Ibrahim | Thủ tướng Malaysia | 24 tháng 11 năm 2022 đến nay | Cử nhân Nghiên cứu Malay | [ 3 ]   |
|               |                    |                              |                          |         |
|               |                    |                              |                          |         |

## Các chuyến thăm của lãnh đạo Việt Nam
Ngày 22 tháng 11 năm 2024, Tổng Bí thư Ban chấp hành Trung ương Đảng Cộng sản Việt Nam Tô Lâm đã đến thăm và phát biểu tại Đại học Malaya trong khuôn khổ chuyến thăm chính thức Malaysia, đây là chuyến thăm mà Việt Nam và Malaysia đã nhất trí nâng cấp mối quan hệ lên đối tác chiến lược toàn diện. 